# 일가인
일가인(중국어 정체자: 一家人, 병음: Yījiārén, 영어: In The Family)은 2017년 6월 14일부터 2018년 1월 9일까지 SET 타이완 채널에서 방송한 드라마이다.

## 등장 인물
- 천관린: 훙즈융(洪志勇) 역
- 한위: 예샤오춘(葉曉春) 역
- 황원싱: 장정카이(章正凱) 역
- 리옌: 예샤오추(葉曉秋) 역
- 천페이치: 예샤오샤(葉曉夏) 역
- 천위펑: 린웨이리(林威立) 역
- 리량진: 위러룽(余樂榕) 역
- 자오쥔야: 린웨이롄(林威廉) 역
- 량저: 리사오펑(李紹峰) 역
- 페이샤오란: 황리쥐안(黃麗娟) 역
- 천팅: 예젠친(葉建欽) 역
- 장위옌: 리후이원(李惠雯) 역
- 랴오리쥔: 리후이안(李惠安) 역
- 정이: 왕유량(王友亮) 역
- 짱루이쉬안: 예샤오둥(葉曉冬) 역
- 젠창: 쉬밍쭝(許銘宗) 역
- 리팡원: 쑹루이츠(宋瑞慈) 역
- 천즈창: 쉬한민(許翰民) 역
- 량자룽: 랴오잉메이(廖英梅) 역
- 마이하이치: 훙쭈왕(洪祖望) 역
- 린안디: 장야오광(章耀光) 역
- 천보정: 린신쿤(林信坤) 역